# Jeff Hooker
Jeff Hooker est un footballeur américain né le 21 mars 1965. 

## Carrière
- 1983-1985 : UCLA Bruins
- 1986 : San Diego Nomads
- 1986-1987 : UCLA Bruins
- 1988-1989 : Los Angeles Heat
- 1991-1995 : Colorado Foxes